# Улица Заморёнова
Улица Заморёнова — улица в Москве (ЦАО, Пресненский район) между Конюшковской улицей и Трёхгорным Валом.

## История
Изначально называлась Средней Пресненской улицей. Это название возникло в XVIII веке и было обусловлено расположением улицы между улицами Большая Пресненская (ныне Красная Пресня) и Нижняя Пресненская (позднее улица Рочдельская). Улицы были названы так по своему расположению относительно течения бывшей реки Пресня. Переименована в 1923 году в честь Т. Г. Заморёнова (1881—1921) — участника Октябрьской революции, рабочего «Трёхгорной мануфактуры», затем секретаря РК РКП(б), жившего на этой улице. Протяжённость 1 км.
На Средней Пресненской улице (дом № 11) прошли юные годы академика С. И. Вавилова.

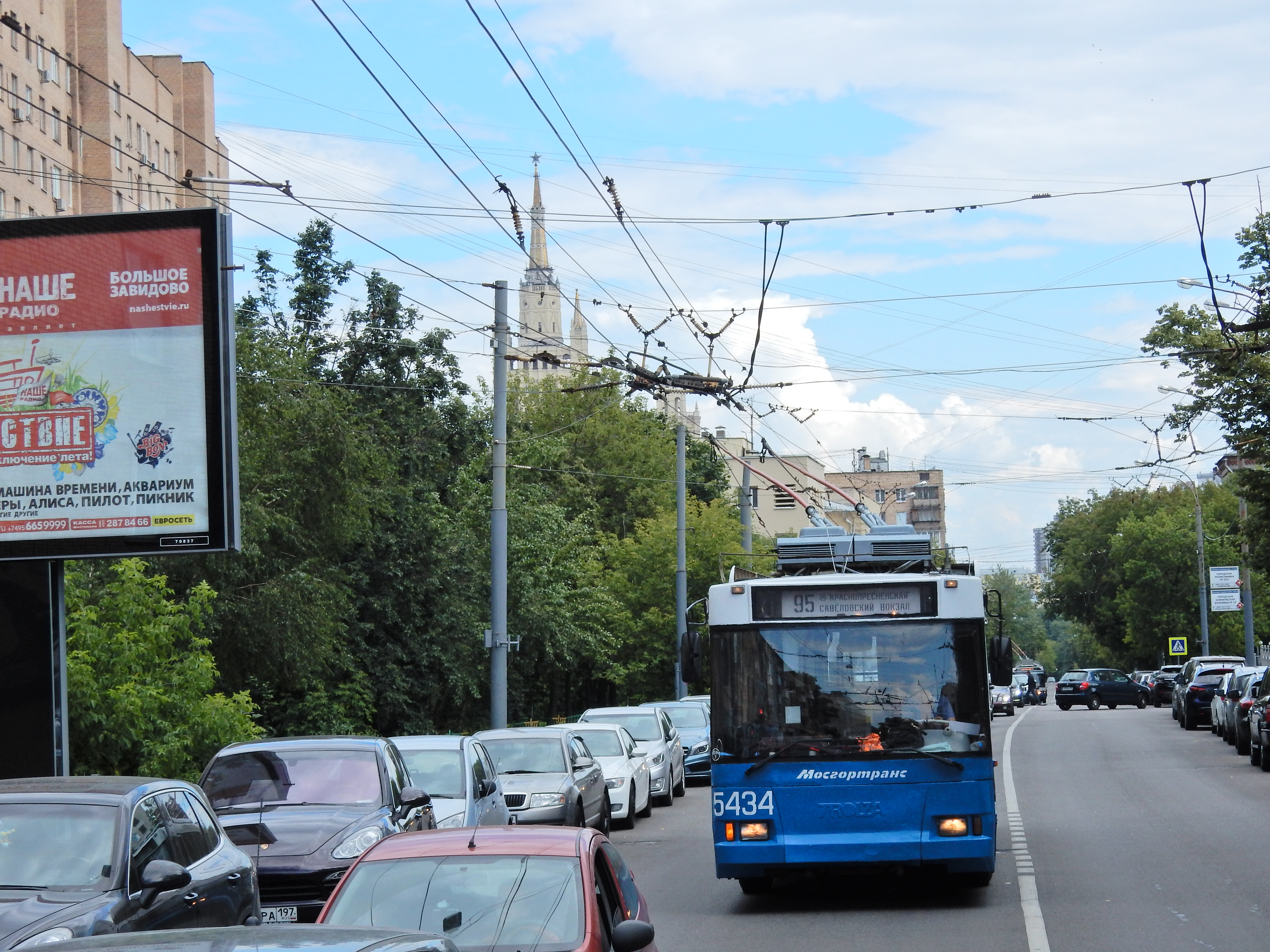
Улица Заморёнова.

## Общественный транспорт
- Станции метро  Краснопресненская /  Баррикадная — вблизи начала улицы и  Улица 1905 года - вблизи конца улицы
- Автобусы:
  - 69 — в одну сторону от Конюшковской улицы до Большого Трёхгорного переулка.
  - с364 - от Конюшковской улицы до большого Трёхгорного переулка и обратно.
  - 366 (раньше 152, 328, т66) — по всей длине улицы в обоих направлениях.
  - ранее в семидесятых годах ходил трамвай №23 м.Сокол - м.Краснопресненская - м.Сокол